# Homoeomma pictum
Homoeomma pictum là một loài nhện trong họ Theraphosidae.
Loài này thuộc chi Homoeomma. Homoeomma pictum được Mary Agard Pocock miêu tả năm 1903.